# Chiba Jets Funabashi
Il Chiba Jets Funabashi (千葉ジェッツふなばし) è una società cestistica avente sede a Funabashi, in Giappone. Fondata nel 2005, gioca in B.League.

## Storia
Nel marzo del 2010 venne presentata la domanda per l'annessione di una nuova franchigia alla Bj league, da parte di una nuova società di pallacanestro fondata a Funabashi; dopo l'approvazione della richiesta di adesione, nel novembre 2010 la nuova squadra assunse la denominazione di Chiba Jets. 

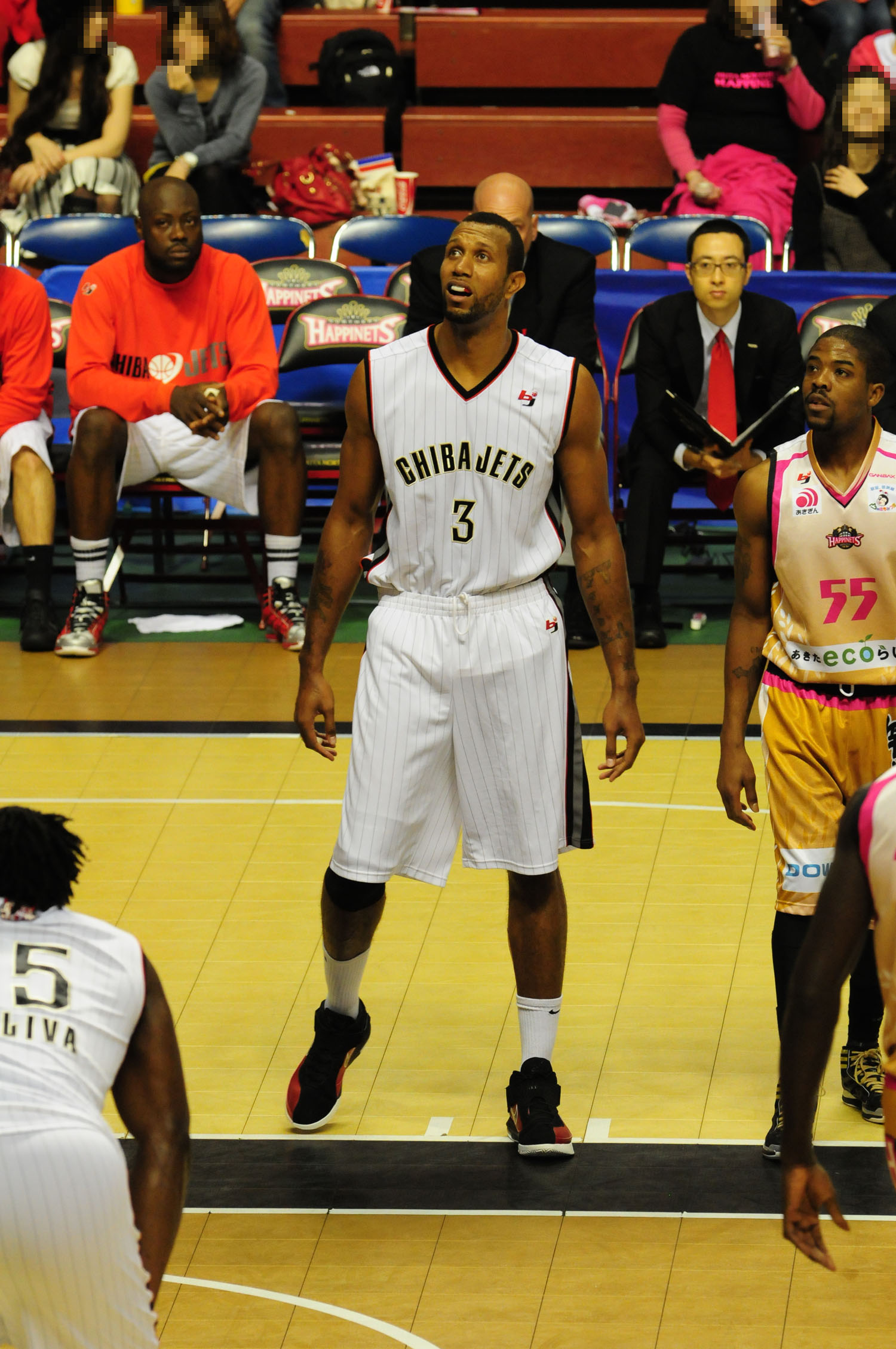
George Leach con la maglia degli Jets nella loro stagione di esordio.

Nell'ottobre 2011, la squadra ha giocato la sua partita d'esordio nella Bj league 2011-12, giocando contro i Hamamatsu Higashi Mikawa Phoenix, conquistando anche la loro prima vittoria ufficiale in assoluto. Dopo aver giocato nella Bj league fino al termine della stagione 2012-13, prima dell'inizio della stagione successiva la squadra si trasferì nella National Basketball League, altro campionato professionistico nato nel 2013, dove giocherà in tutte le tre edizioni della lega disputate, fino al termine della stagione 2015-2016.
Nell'estate del 2016 i Chiba Jets sono stati una delle squadre che hanno aderito alla neonata B.League, la nuova massima lega professionista in Giappone, venendo inserito nella B1 League, il primo dei tre livelli del nuovo campionato.

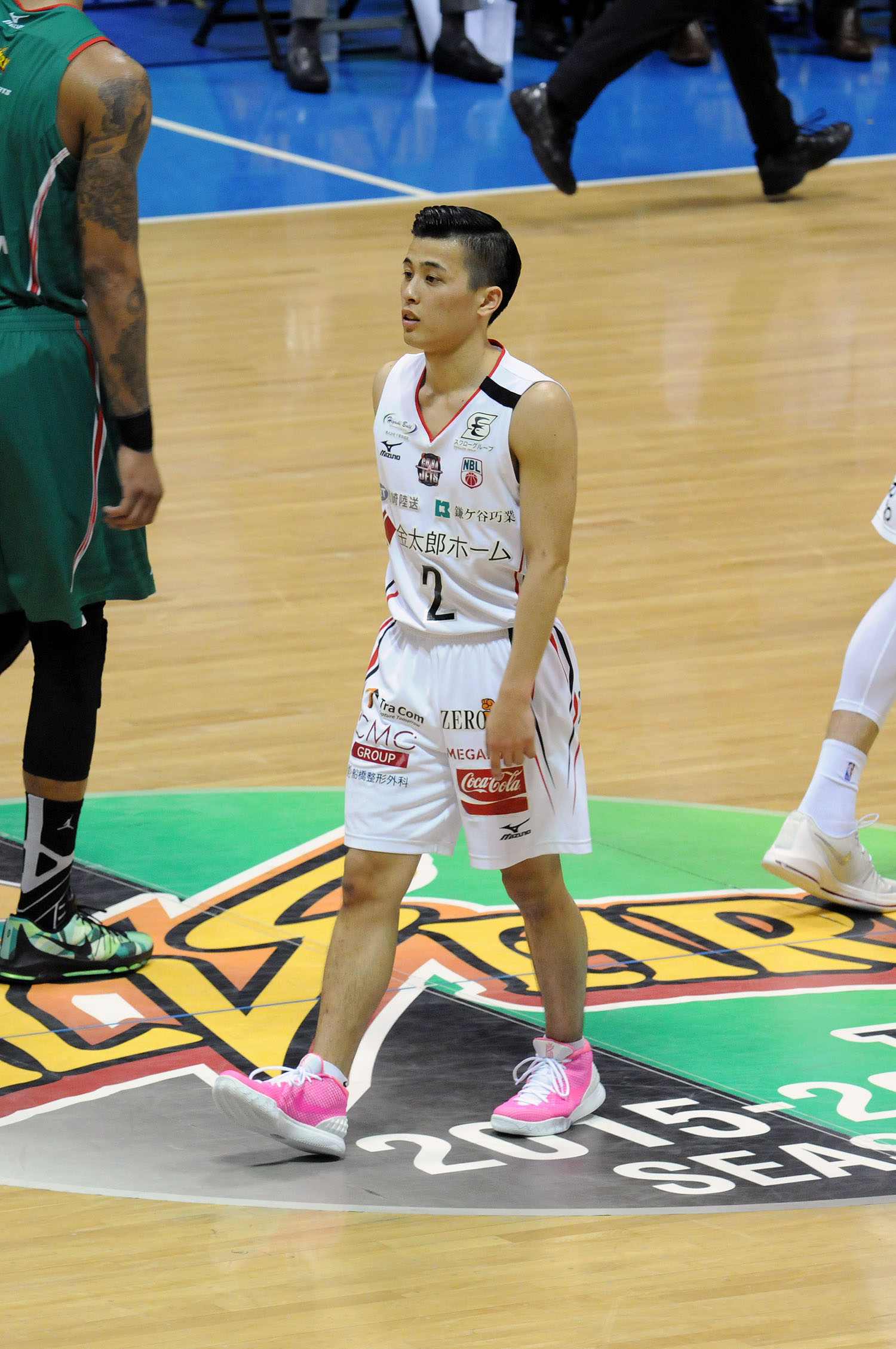
Yūki Togashi,protagonista con la maglia dei Jets dal 2015.

Nel 2017 la squadra vince la sua prima competizione internazionale, conquistando il titolo nel torneo prestagionale del Super 8, battendo in finale la squadra della Cina dei Zhejiang Lions per 83-73.
Nel luglio 2017, al termine della prima stagione disputata in B.League, la squadra ha cambiato la sua denominazione in Chiba Jets Funabashi, inserendo il nome della città che ospita la squadra. 
Dopo aver perso per due stagioni consecutive (2017-18 e 2018-19) la finale per il titolo della B1 League, uscendo sconfitta in entrambi i casi nella sfida secca contro gli Alvark Tokyo; i Jets nella stagione 2021-2022 arrivarono nuovamente alle finali, dove affrontarono gli Utsunomiya Brex, in una serie al meglio delle tre partite. Al termine della serie i Chiba hanno finalmente conquistato il loro primo titolo di campioni del Giappone, con una vittoria per 71-62 nella decisiva gara 3 delle finali.
Grazie alla vittoria del titolo nazionale i Chiba Jets sono stati una delle due rappresentanti della B.League nella prima edizione della  East Asia Super League, tenutasi nella stagione 2022-2023. I Jets dopo aver concluso al primo posto il proprio girone hanno guadagnato l'accesso per la Final Four dove, hanno prima superato i New Taipei Kings nella semifinale per 92-84, per poi imporsi anche nella finalissima, con il risultato di 72-69, sulla squadra della Corea del Sud dei Seoul SK Knights, grazie anche ai 20 punti di Yūki Togashi che venne nominato MVP delle Final-Four
Nella sua storia è riuscita anche a vincere la Coppa dell'Imperatore per cinque volte, nonostante la breve esistenza del club. La squadra è riuscita a vincere la coppa per tre edizioni consecutive nel 2017, 2018 e 2019, per poi vincere nuovamente due edizioni consecutive nel 2023 e nel 2024.

## Arena
La prima arena di gioco dei Chiba Jets è stata la Funabashi Arena, un'arena indoor situata nella città di Funabashi che può ospitare fino a 4.368 spettatori a sedere; la squadra ha giocato in questo palazzetto dal 2011 al 2024. 

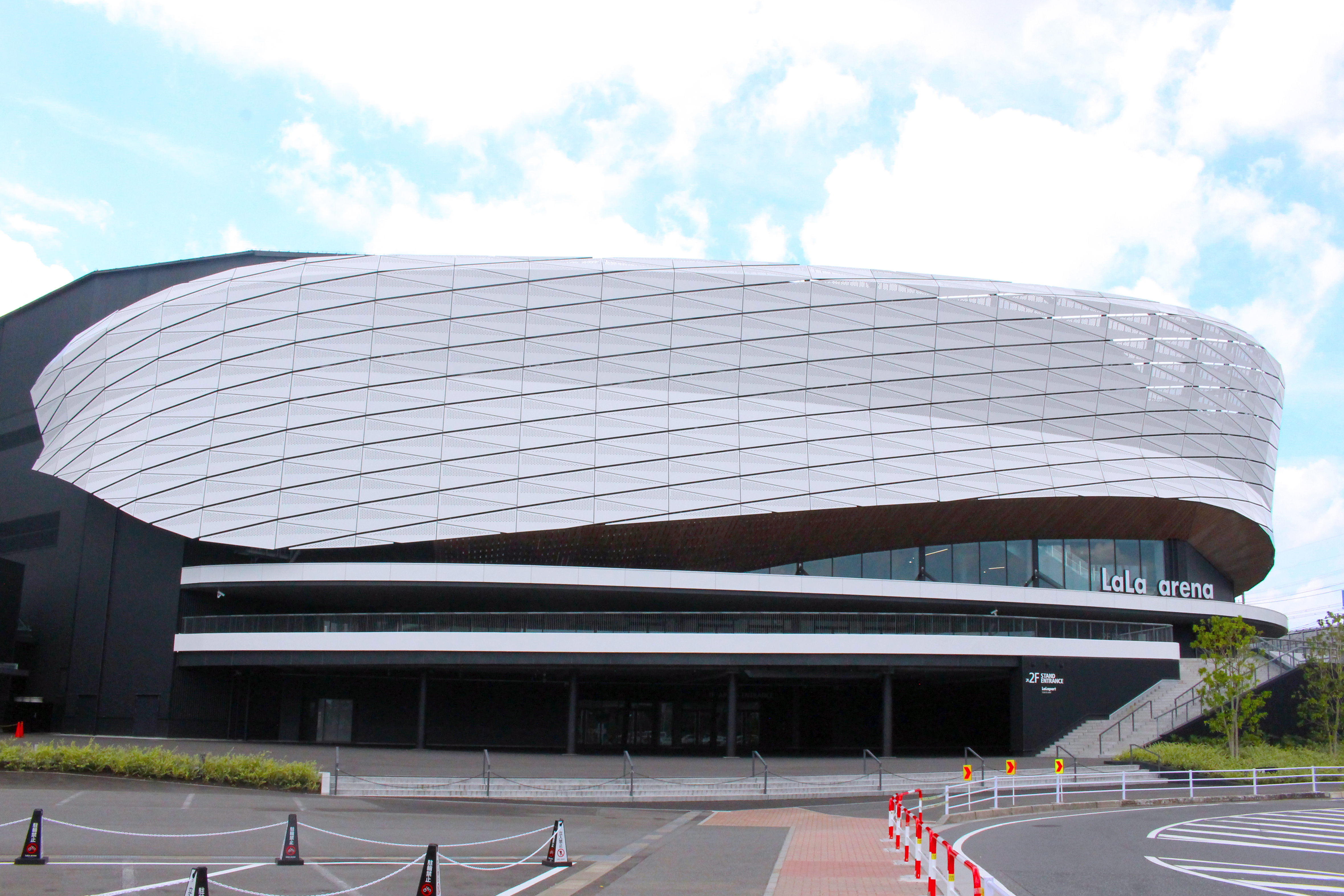
Una veduta esterna della LaLa arena TOKYO-BAY

Il 14 aprile 2019, la società di gestione dei Chiba Jets, la Chiba Jets Funabashi Co., Ltd., ha annunciato l’avvio ufficiale del progetto Chiba Jets Dream Arena, finalizzato alla costruzione di un’arena per la squadra con una capienza di circa 10.000 spettatori.  
Nell’agosto 2020, Mitsui Fudosan e Mixi sono stati scelti come sviluppatori del progetto, con il sito di costruzione individuato nel decimo parcheggio del centro commerciale Lalaport TOKYO-BAY.   
Il 2 febbraio 2022 è stato reso pubblico il piano dell’arena, con inizio lavori lo stesso mese e apertura prevista per la primavera del 2024. L'8 febbraio si è svolta la cerimonia di inaugurazione dei lavori, con l’avvio ufficiale della costruzione.  
L’arena è stata completata il 17 aprile 2024, con il nome temporaneo di LaLa arena TOKYO-BAY. Il 29 maggio si è tenuto un evento inaugurale. Il 15 e 16 settembre, i Chiba Jets hanno organizzato il loro primo evento presso la nuova arena, disputando un torneo amichevole. Il 5 ottobre, la squadra fatto il suo esordito nella nuova arena in B.League affrontando gli Utsunomiya Brex nella partita inaugurale della stagione 2024-2025.
L’arena presenta una disposizione a forma di anfiteatro suddivisa in quattro livelli, con la terza fascia dedicata ai posti VIP e alle lounge. Sul lato ovest, destinato agli ospiti, i posti fissi sono situati solo al secondo livello, mentre il terzo e il quarto sono costituiti da scaloni. I posti mobili al primo livello permettono di trasformare lo spazio da un palco centrale per eventi sportivi a un palco posteriore per concerti e spettacoli dal vivo. L'inclinazione dei posti è stata progettata tenendo conto del comfort visivo e della sicurezza.  
Al centro dell’arena è installato uno schermo sospeso regolabile di circa 429 pollici. Inoltre, su tre lati dell’arena sono presenti schermi LED a nastro di 40 metri di lunghezza ciascuno.  
Nel backstage si trova uno spogliatoio riservato ai Chiba Jets. Inoltre, la struttura include un’arena secondaria di circa 720 metri quadrati, utilizzata per allenamenti e per la vendita di merchandise durante gli eventi.

## Palmarès

### Competizioni nazionali
- B1 League: 1

2020-2021
- Coppa dell'Imperatore: 5

2017, 2018, 2019, 2023, 2024

### Competizioni internazionali
- East Asia Super League: 1

2023-2024
- Super 8: 1

2017

## Organico attuale
Organico per la stagione sportiva 2024-2025
| Roster Chiba Jets Funabashi 2024-2025. | Roster Chiba Jets Funabashi 2024-2025. |
| Giocatori                              | Staff tecnico                          |
| -------------------------------------- | -------------------------------------- |

| N. | Naz.                                         | Ruolo | Nome             | Anno | Alt.   | Peso   |  |
| -- | -------------------------------------------- | ----- | ---------------- | ---- | ------ | ------ |  |
| 00 | Giappone (bandiera)                          | G     | Aima Sekiya      | 2006 | 184 cm | 80 kg  |  |
| 1  | Giappone (bandiera)                          | AG    | Yuta Watanabe    | 1994 | 206 cm | 93 kg  |  |
| 2  | Giappone (bandiera)                          | PG    | Yuki Togashi (C) | 1993 | 167 cm | 65 kg  |  |
| 3  | Giappone (bandiera)                          | PG    | Asato Ogawa      | 2001 | 176 cm | 77 kg  |  |
| 4  | Giappone (bandiera)                          | G     | Naoki Tashiro    | 1993 | 188 cm | 90 kg  |  |
| 5  | Giappone (bandiera)                          | PG    | Riku Segawa      | 2006 | 184 cm | 76 kg  |  |
| 6  | Stati Uniti (bandiera) · Giappone (bandiera) | G     | Bruce Kanno      | 2003 | 200 cm | 93 kg  |  |
| 7  | Cina (bandiera)                              | C     | Michael Ou       | 1999 | 208 cm | 106 kg |  |
| 9  | Giappone (bandiera)                          | G     | Hikaru Futagami  | 1999 | 190 cm | 87 kg  |  |
| 10 | Stati Uniti (bandiera)                       | AG    | D.J. Hogg        | 1996 | 206 cm | 108 kg |  |
| 11 | Giappone (bandiera)                          | PG    | Fumio Nishimura  | 1986 | 177 cm | 70 kg  |  |
| 12 | Giappone (bandiera)                          | AP    | Ren Kanechika    | 2003 | 196 cm | 90 kg  |  |
| 22 | Stati Uniti (bandiera) · Giappone (bandiera) | AP    | Marcus Tobin     | 2001 | 198 cm | 87 kg  |  |
| 25 | Giappone (bandiera)                          | AP    | Gaku Arao        | 1987 | 198 cm | 105 kg |  |
| 31 | Giappone (bandiera)                          | G     | Shuta Hara       | 1993 | 187 cm | 96 kg  |  |
| 33 | Stati Uniti (bandiera)                       | AG    | John Mooney (C)  | 1998 | 206 cm | 103 kg |  |
| 34 | Stati Uniti (bandiera)                       | G     | Chris Smith      | 1994 | 193 cm | 95 kg  |  |

| Allenatore |
| - Trevor Gleeson |
| Assistente/i |
| - Shinya Ogawa - Atsushi Inagaki - Davide McClure - Abe Momoka (Interprete) - Ryuji Hangui (Coordinatore Scout) Legenda - (C) Capitano - Infortunato Roster |

## Cestisti

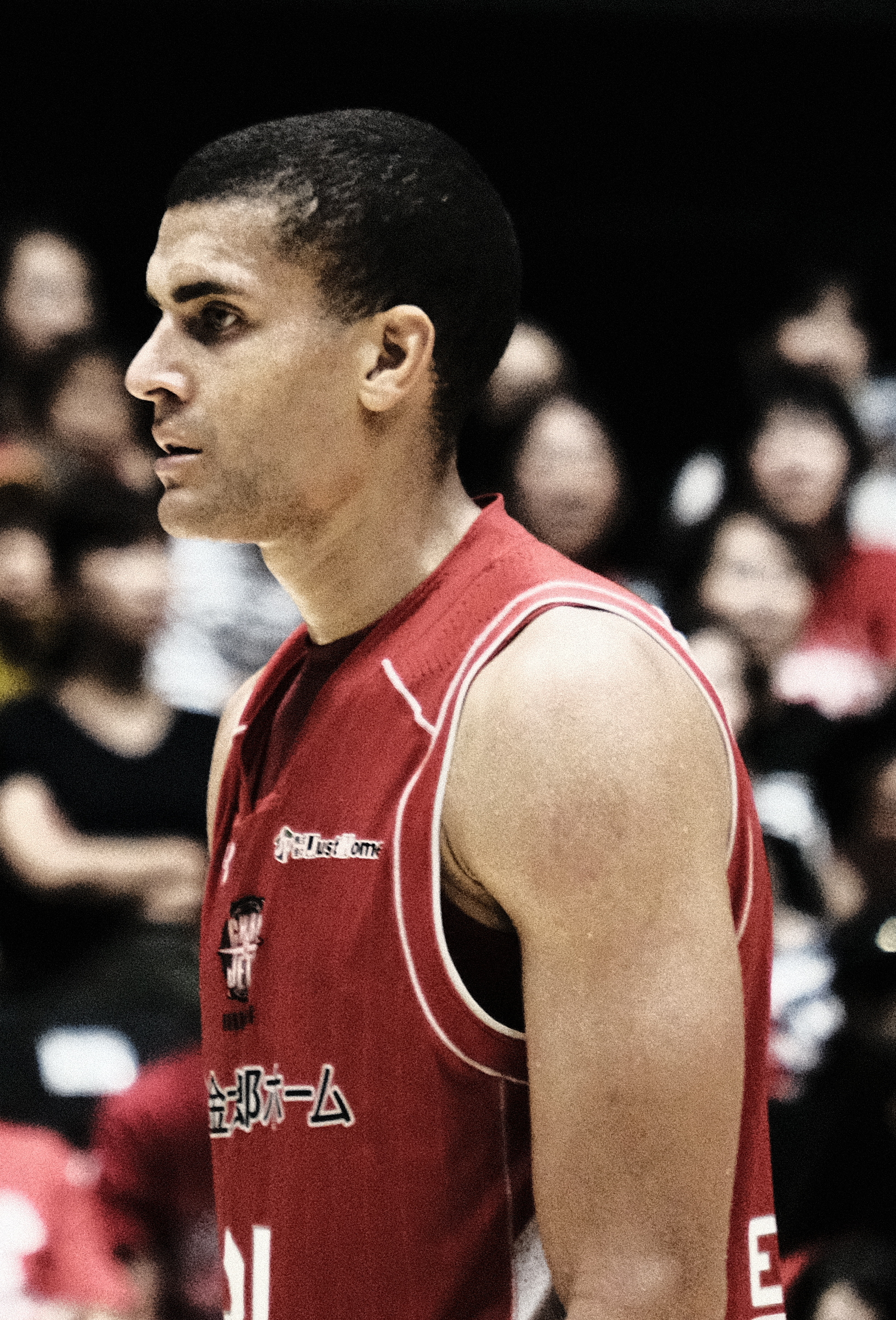
Gavin Edwards, ha vestito la canotta del Chiba dal 2017 al 2023

### Giocatori celebri
- Serge Angounou
- Gaku Arao
- Hilton Armstrong
- Marquin Chandler
- Brian Cook
- Gavin Edwards
- Pape Faye
- Tony Gaffney
- Reina Itakura
- Shunsuke Itō
- DeQuan Jones
- George Leach
- Leo Lyons
- Yusuke Okada
- Ryumo Ono

- Rick Rickert
- Clint Chapman
- Tyler Stone
- Yuki Togashi
- Alan Wiggins
- Trey McKinney-Jones
- Sebas Saiz
- Shannon Shorter
- Josh Duncan
- John Mooney
- Christopher Smith
- Vic Law
- Ira Brown
- D.J. Stephens
- Xavier Cooks
- Yuta Watanabe

## Allenatori
| Nome              | Periodo          | Trofei                                                                              |
| ----------------- | ---------------- | ----------------------------------------------------------------------------------- |
| Eric Gardow       | 2011 - 2012      |                                                                                     |
| Shinji Tomiyama   | 2012 - 2013      |                                                                                     |
| Reggie Geary      | 2013 - 2015      |                                                                                     |
| Željko Pavličević | 2015 - 2016      |                                                                                     |
| Hiroki Sato       | 2016             |                                                                                     |
| Atsushi Ono       | 2016 - 2022      | 1 Super 8 (2017) , 1 B.League (2021-22), 3 Coppa dell'Imperatore (2017, 2018, 2019) |
| John Patrick      | 2022 - 2024      | 2 Coppa dell'Imperatore (2023, 2024) 1 East Asia Super League (2022-23)             |
| Trevor Gleeson    | 2024 - in carica |                                                                                     |